# Obiettivo poliziotto
Obiettivo poliziotto (Cop Target) è un film del 1990, diretto da Umberto Lenzi.